# Hausmadonna
Die Hausmadonna, seltener „Hausmaria“, ist ein besonderer Typus des Marienbildnisses an Hausecken oder über Hausportalen, aber auch an Kirchenportalen, öffentlichen Gebäuden und an Stadttoren.
Zu den häufigsten Bildtypen zählen die Schutzmantelmadonna, die Immaculata, die Mondsichelmadonna (Madonna im Strahlenkranz) oder auch Maria mit Kind als Büste. Formal ausgebildet sind Hausmadonnen in der Regel als Vollplastik, vereinzelt kommen jedoch auch Reliefs oder Wandmalereien vor.
Im Typus zitiert werden meist Marienbildnisse aus dem Bilderschatz der Marienverehrung.

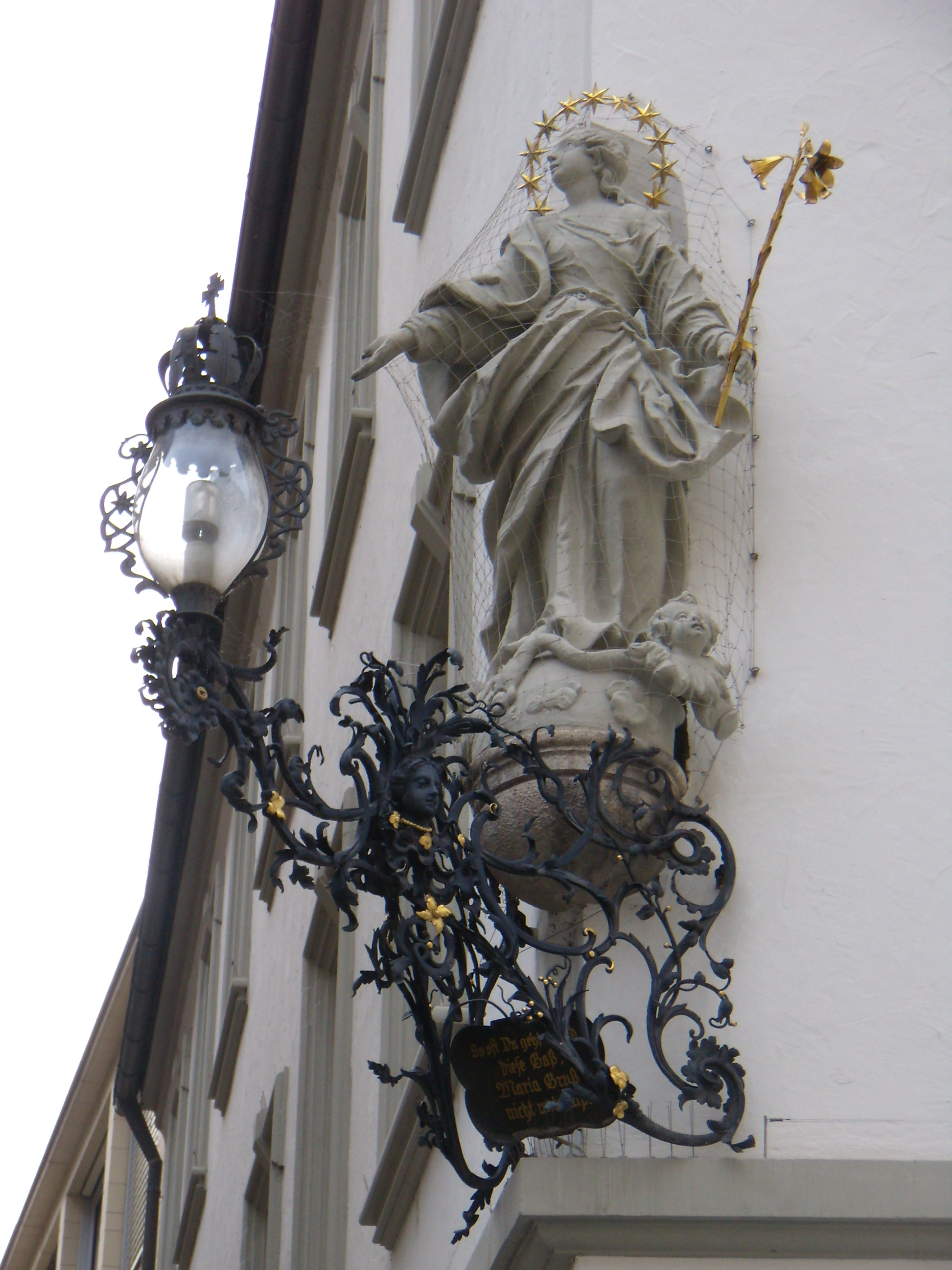
Hausmadonna (Kopie) als Himmelskönigin mit Lilienzepter und Sternenkranz auf der Schlange u. der Weltkugel, Haus Blasiusgasse 9 in Würzburg
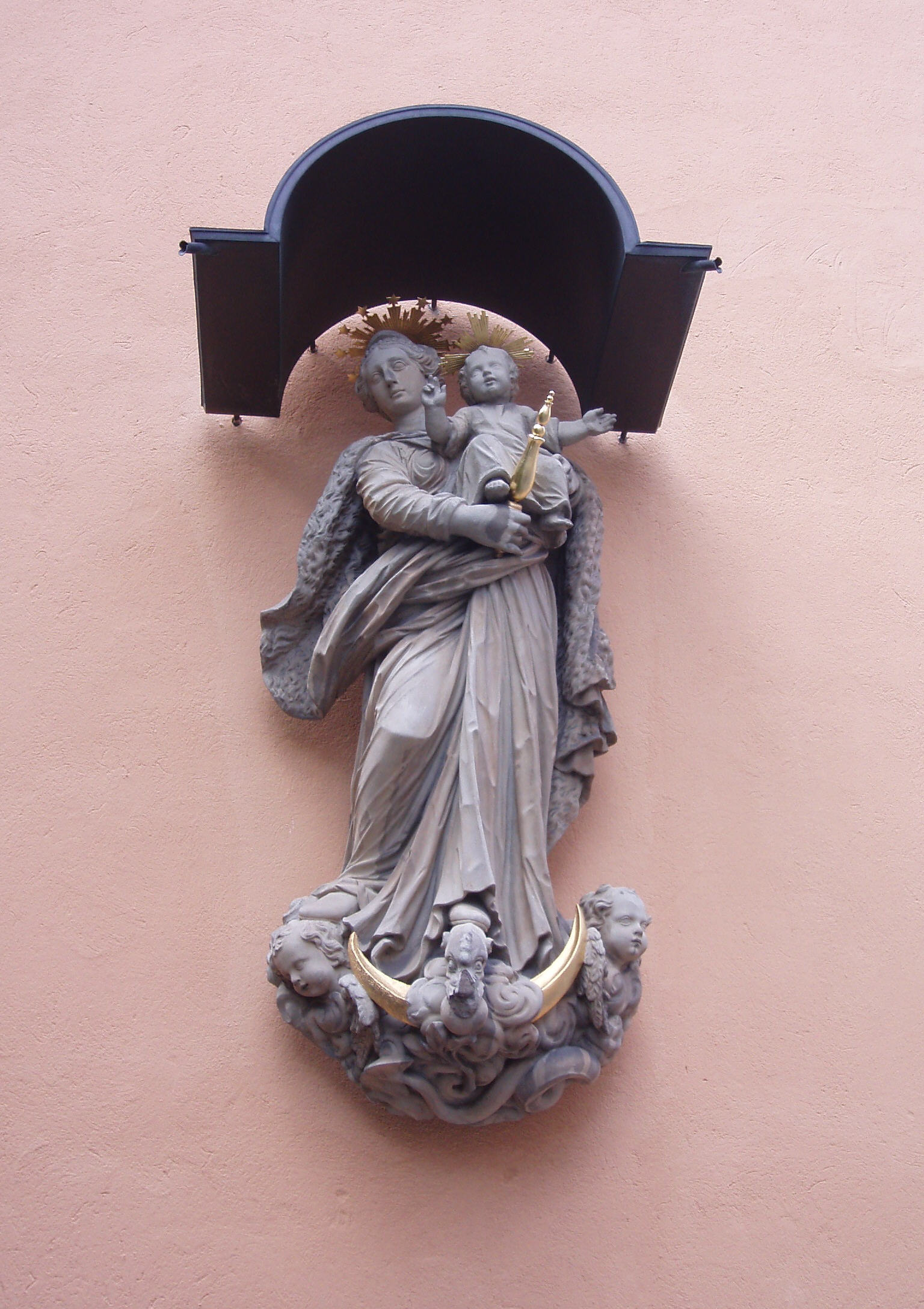
Hausmadonna von Jakob van der Auwera in Würzburg, um 1713 (heute in der Domerpfarrgasse 10)
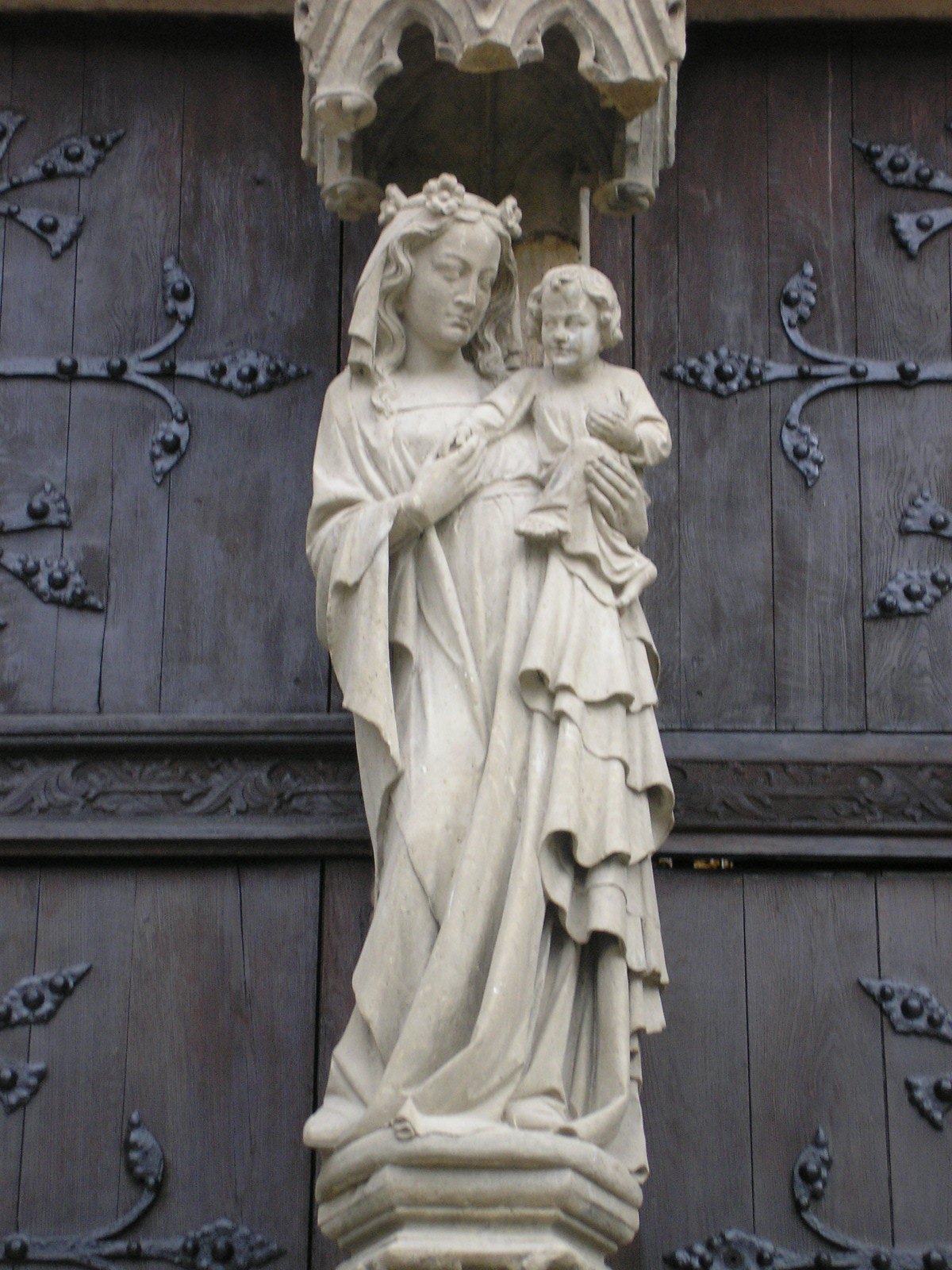
Madonna mit Kind im Portal der Marienkirche in Mühlhausen
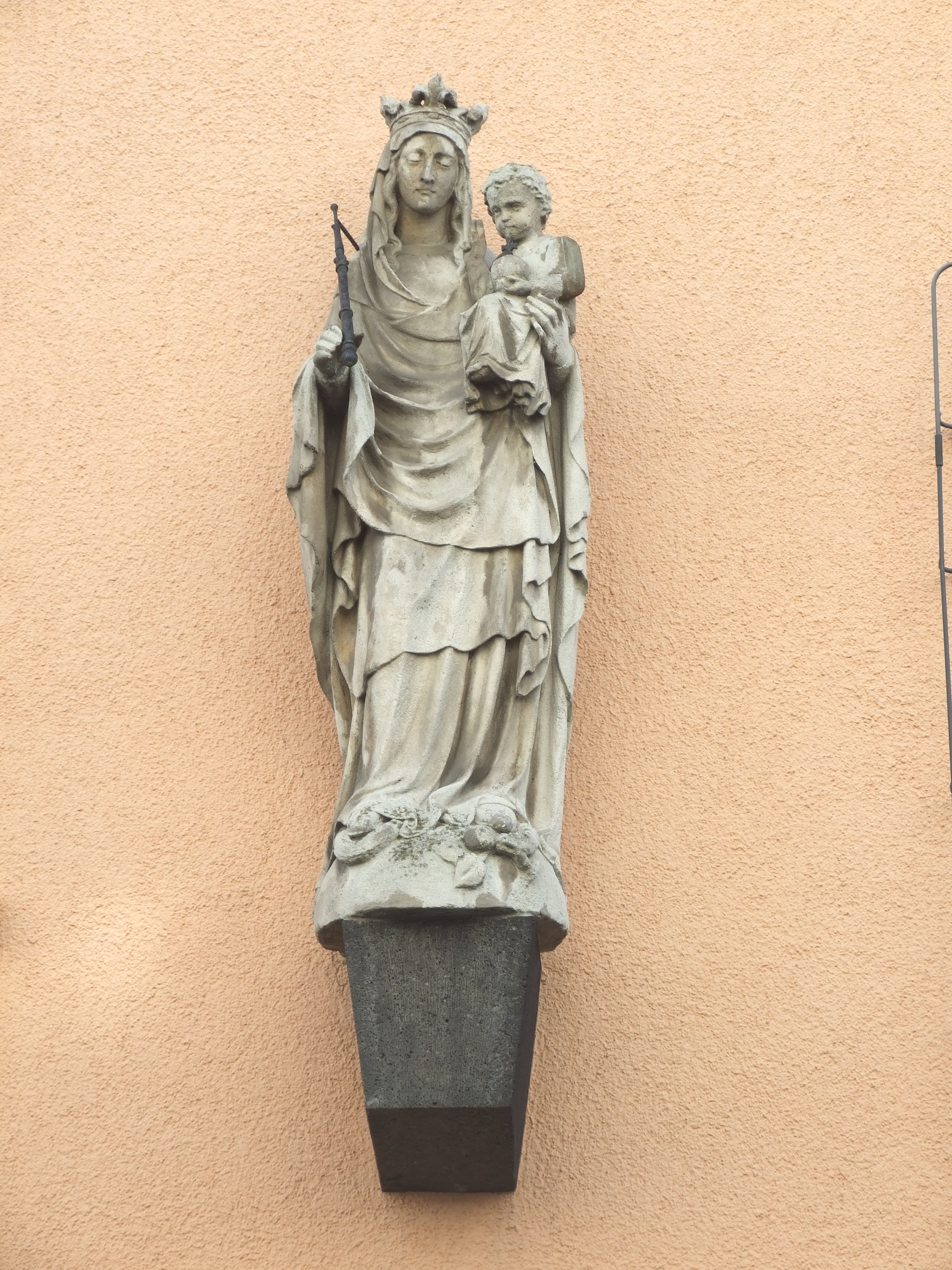
Mondsichelmadonna mit Kind, Köln, Landsbergstr. 16
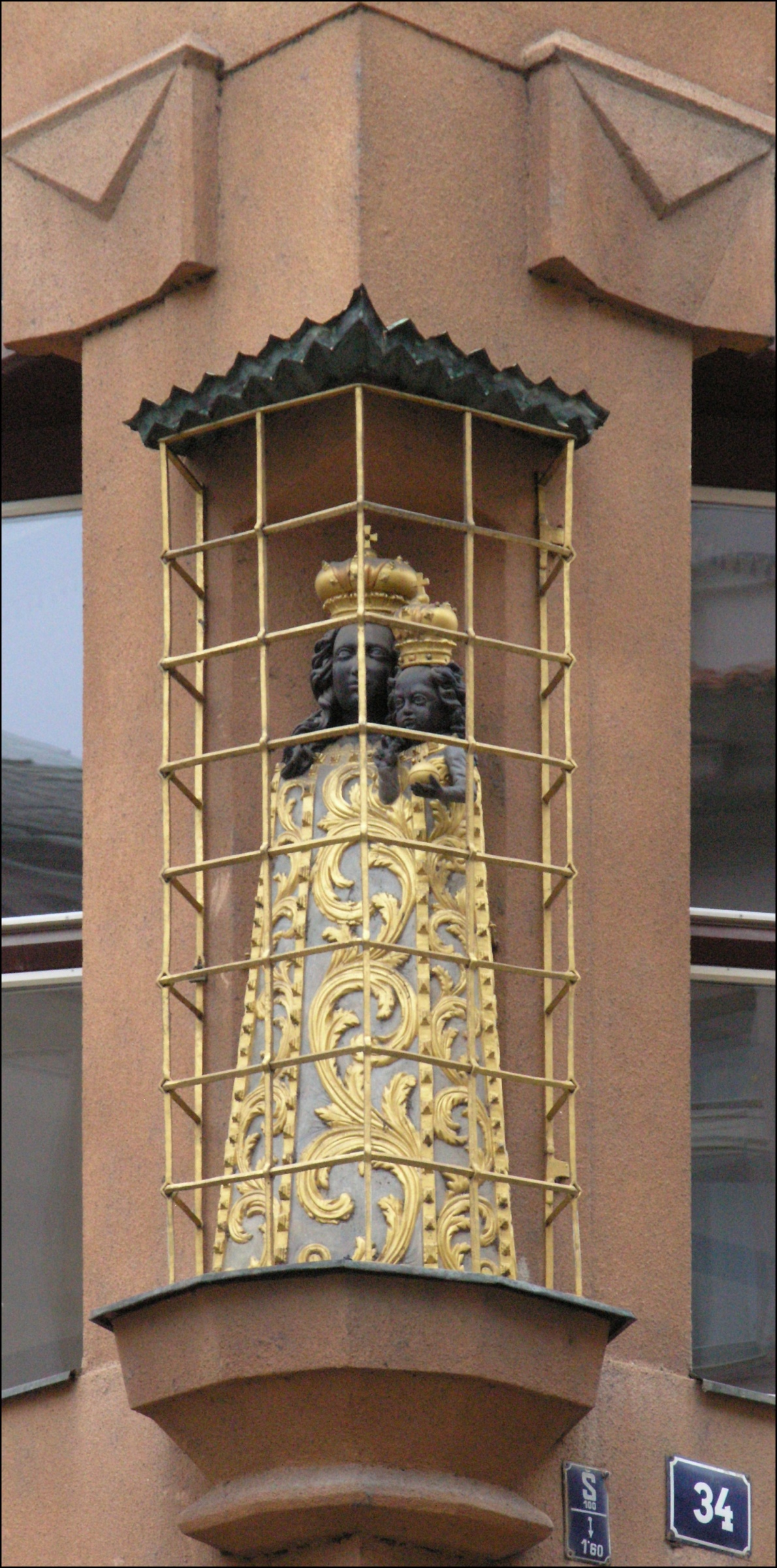
Schwarze Madonna als Hausmadonna in Prag, Tschechien
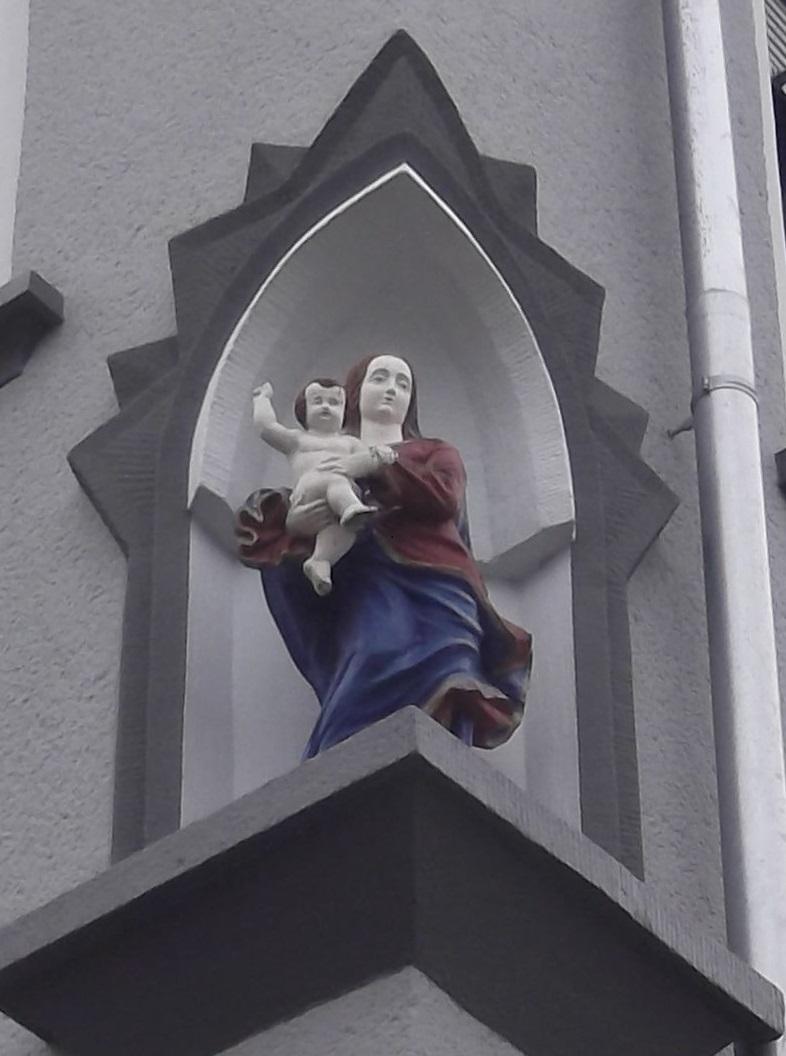
Niederfell Untermosel, schreitende Madonna, das Jesuskind vorzeigend, Holz, mehrfach übermalt, 1928 in Nische aufgestellt, Künstler unbekannt, vmtl. spätes 18. Jh.

## Hausmadonnen in Deutschland
Meist in Zusammenhang mit der Gegenreformation gibt es künstlerische Neuprägungen  wie in Deutschland durch Antonio Bossi (Würzburger Hofstukkateur) und Ignaz Günther. Dementsprechend liegt das Verbreitungsgebiet zwischen Köln, dem Rhein-Main-Gebiet mit Würzburg und Süddeutschland mit dem Kerngebiet München sowie auf dem Territorium des ehemaligen Habsburgerreichs. Die entsprechenden Darstellungen zeigen deutliche Unterschiede in den kirchlichen Verwaltungsgebieten.
Die Hausmadonna ist aufgrund der hohen Bestandsdichte in Zentren wie Würzburg seit den 1920er Jahren Forschungsgegenstand der regionalen Kunstgeschichte. Einige der ersten barocken, bereits vor 1700 nachweisbaren Hausmadonnen Würzburgs wurden dem Karlstädter Bildhauer und Holzschnitzer Johann Caspar Brandt (1652–1701) zugeschrieben. In der Innenstadt von Würzburg sind allein an die 200 Hausmadonnen nachgewiesen. Zu den bedeutendsten Würzburger Hausmadonnen gehört eine von dem aus Mecheln stammenden Hofbildhauer Jakob van der Auwera um 1713 geschaffene Mondsichelmadonna, ehemals am Haus der Oberen Johannitergasse 17. Im ehemaligen Hochstift Würzburg finden sich etwa die Nordheimer Madonna und Madonnen im sogenannten Madonnenländchen.